# إغناثيو غيرا
إغناثيو غيرا (بالإسبانية: Ignacio Guerra) هو منافس ألعاب قوى تشيلي، ولد في 15 سبتمبر 1987 في نيونيوآ في تشيلي.

## وصلات خارجية
- إغناثيو غيرا على موقع الاتحاد الدولي لألعاب القوى (الإنجليزية)
- إغناثيو غيرا على موقع TFRRS.org (الإنجليزية)
- إغناثيو غيرا على موقع أوليمبيديا (الإنجليزية)